# 大卫·P·莱恩
大卫·P·莱恩爵士（英語：Sir David Philip Lane，1952年7月1日—）是一位英国免疫学家和分子生物学家，现为卡罗林斯卡学院教授，知名于发现了抑癌基因p53。莱恩1996年当选皇家学会会士，1998年获保罗·埃尔利希和路德维希·达姆施泰特奖。